# Розовый амарант
Розовый амарант (лат. Lagonosticta rhodopareia) — птица из семейства вьюрковых ткачиков.

## Описание
Розовый амарант достигает длины примерно 11 см. Размах крыльев 12 см. У самца лоб и область вокруг бровей розовые. Верх головы и затылок от серо-коричневого цвет до коричневого цвета, спина и крылья коричневого цвета. Гузка и кроющие хвоста красного цвета. Хвост чёрный, боковые стороны головы и нижняя часть тела красного цвета с белыми точками на груди и на передней части тела дополняют оперение.
У самки верх и бока головы, затылок коричневато-серые, иногда с красным налётом. Она имеет большое сходство с самкой тёмно-красного амаранта. Оперение молодых птиц на верхней части тела бледно-бурое. Красноватый налёт ещё отсутствует, только кроющие хвоста красноватые.

## Распространение
Область распространения розового амаранта охватывает Южную, Восточную Африку до Эфиопии, Анголу и небольшие территории Конго.
Розовый амарант живёт всегда парами в прибрежном кустарнике или в лесостепи. Он обитает чаще на низких и средних высотах примерно до 1 500 м над уровнем моря.

## Питание
Розовый амарант питается семенами трав, а также насекомыми, которых он находит на земле.

## Размножение
К концу сезона дождей и в начале засушливого периода пары строят своё гнездо ближе к земле. Они гнездятся чаще в небольших кустах или густой траве. В качестве стройматериала используется грубая, сухая трава. Днище гнезда дополнительно набивается более тонкой травой и перьями. Самка откладывает 3-5 яиц. Обе родительских птицы высиживают кладку. Период инкубации составляет от 12 до 13 дней, период выкармливания — от 16 до 19 дней. Птенцов выкармливают насекомыми. Через 2 недели после того, как птенцы покидают гнездо, они становятся самостоятельными.